# Gorden-Staupitz

Gorden-Staupitz est une commune de Brandebourg (Allemagne), située dans l'arrondissement d'Elbe-Elster.

## Histoire
Gorden-Staupitz a été créée le 31 décembre 2001 lors de la fusion des deux anciennes communes autonomes de Gorden et Staupitz.

## Personnalités liées à la ville
- Erich Walther (1903-1947), général né à Gorden.